# Mặt trận Bắc Phi
Mặt trận Bắc Phi hay chiến trường Bắc Phi là một trong những mặt trận chính của chiến tranh thế giới thứ hai, diễn ra tại vùng sa mạc Bắc Phi từ ngày 10 tháng 6 năm 1940 đến ngày 13 tháng 5 năm 1943 giữa phe Đồng Minh và phe Trục phát xít. Các quốc gia tham chiến chủ yếu ở phe Đồng Minh là Anh, Mỹ, lực lượng Pháp tự do còn ở phe Trục là Đức Quốc xã, Ý và chính phủ Vichy Pháp.
Các chiến dịch và trận đánh lớn tiêu biểu tại mặt trận Bắc Phi có thể kể đến như cuộc Hành quân Bó Đuốc, trận El Alamein lần thứ hai và chiến dịch Tunisia. Mặt trận này cũng làm nên tên tuổi của thống chế người Đức, Erwin Rommel, người có biệt danh "Cáo sa mạc" cùng Quân đoàn Phi Châu của ông cũng như tướng Anh Bernard Law Montgomery nhờ chiến thắng quân Đức tại El Alamein. Thắng lợi của quân Đồng minh ở mặt trận này giúp họ đổ bộ dễ dàng vào đảo Sicilia của Ý vào tháng 7 1943 và loại nước này ra khỏi vòng chiến sau đó đồng thời giảm bớt áp lực cho Liên Xô tại mặt trận Xô-Đức.

## Nguyên nhân và sự bùng nổ của mặt trận Bắc Phi
Bắc Phi có vị trí địa lý phù hợp cho các kế hoạch quân sự của cả phe Đồng Minh và phe Trục phát xít. Phe Đồng minh muốn kiểm soát Bắc Phi để từ đó có thể đổ bộ vào miền nam nước Ý đồng thời làm giảm áp lực của Đức Quốc xã đối với Liên Xô ở mặt trận phía đông. Còn đối với phe Trục, tham vọng của họ là làm chủ các thuộc địa của Anh ở Châu Phi như Ai Cập và Somalia, khống chế Địa Trung Hải và kênh đào Suez rồi tiến lên chiếm nguồn tài nguyên dầu mỏ ở vùng Trung Cận Đông.
Từ tháng 4 đến tháng 6 1940, tại Châu Âu, Đức Quốc xã lần lượt đánh bại và chiếm được Na Uy, Đan Mạch, Hà Lan, Bỉ và Pháp, từng bước làm chủ châu Âu. Ngày 10 tháng 6 1940, lợi dụng thắng lợi của Đức, Ý tuyên chiến với Pháp và có ý định chiếm các thuộc địa của Anh ở Ai Cập và Đông Phi khi quân Anh lúc này cũng bị thất bại thảm hại tại Pháp qua cuộc rút lui tại Dunkerque. Do đó Ý đã chia quân làm 2 đường tấn công Bắc và Đông Phi, mặt trận Bắc Phi chính thức bùng nổ.

## Diễn biến

### Thắng lợi ban đầu của Ý và sự phản công của quân Anh
Ngày 4 tháng 8 1940, quân đội Ý xuất phát từ Eritrea và Ethiopia tấn công Somalia, thuộc địa của Anh ở vùng Đông Phi. Đến ngày 17 tháng 8, quân Ý đã chiếm được hoàn toàn Somalia. Tuy nhiên tại Bắc Phi, diễn biến lại không dễ dàng như vậy cho người Ý. Ngày 13 tháng 9 1940, quân Ý ở Bắc Phi do Rodolfo Graziani chỉ huy với 200 000 quân gồm 6 sư đoàn bộ binh, 8 tiểu đoàn xe tăng từ Libya vượt qua biên giới tấn công Ai Cập. Quân Anh chỉ có 36 000 người nhưng quân Ý mất một thời gian chỉ tiến được vài trăm km.
Cuối năm 1940, quân Anh lập kế hoạch cho một cuộc phản công mang tên "kế hoạch Compass". Ngày 9 tháng 12, cuộc phản công của người Anh bắt đầu. Kết quả là 4 sư đoàn chủ lực của Ý bị tiêu diệt và 38 000 người bị bắt làm tù binh. Còn về phía Anh là 133 người chết trận, 387 người bị thương đồng thời còn thu được 400 khẩu pháo và 50 xe tăng của người Ý. Ngày 22 tháng 1 1941, quân Ý tại Tobruk thuộc Libya cũng đầu hàng. Đầu tháng 2, quân Anh đã tiến sát Agheila El của Libya thuộc Ý. Mùa hè 1941, toàn bộ thuộc địa của Ý ở Đông Phi cũng mất, bao gồm luôn Ethiopia, nơi mà Ý chiếm được trước khi thế chiến thứ hai bùng nổ.

### Sự cứu viện của Đức

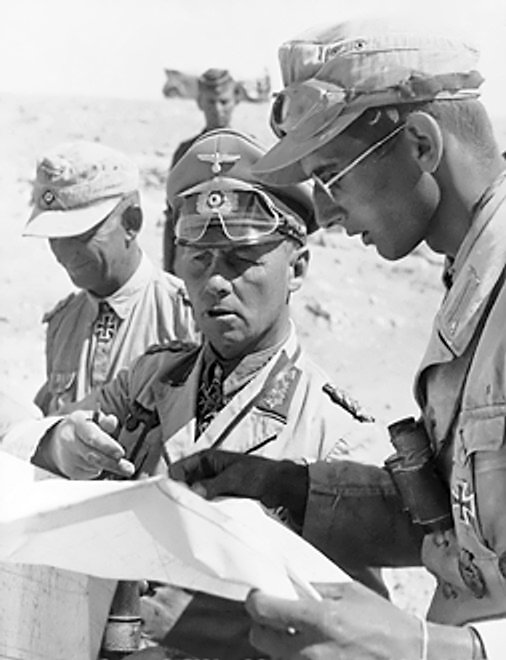
Tướng Erwin Rommel và Quân đoàn Phi Châu ở Bắc Phi

Trước những thất bại liên tiếp của Ý và nguy cơ phe Trục phát xít bị hất cẳng tại Phi Châu, Adolf Hitler đã đưa Erwin Rommel là người giỏi tác chiến cơ động cùng với Quân đoàn Phi Châu sang Bắc Phi cứu viện cho Ý.
Ngày 16 tháng 2 1941, quân đội của Rommel đã tiến tới Tripoli của Libya. Lợi dụng lúc quân Anh chưa phòng bị và sư đoàn 7 thiết giáp của Anh được điều đi Ai Cập, ngày 31 tháng 3, Rommel chỉ huy sư đoàn 4 của liên quân Đức-Ý phát động cuộc tấn công vào Al Uqaylah. Ngay sau đó, ông xuống lệnh tấn công Banghazi, nơi quân Anh đang cố thủ. Ngày 8 tháng 4, quân của Rommel tiếp tục chiếm được Darnah và vào ngày 10 tháng 4 thì bao vây Tobruk. Đến ngày 15 tháng 4 thì Umn Sa'ad ở phía tây biên giới Ai Cập cũng bị chiếm. Chỉ trong vòng 2 tuần lễ, bằng lối đánh tấn công chớp nhoáng, quân Đức đã đẩy lùi quân Anh về biên giới Ai Cập, khiến những thành quả đạt được trước đó của Anh đều bị mất sạch.
Sau thất bại này, tướng Anh Archibald Wavell, tổng chỉ huy mặt trận trung ương và phía đông của Anh ngay lập tức bị cách chức và được thay thế bằng Claude Auchinleck. Còn danh tiếng của Erwin Rommel trở nên ngày càng lẫy lừng. Ông được gọi là "Cáo sa mạc" (Desert Fox) và Hitler đã phong quân hàm thượng tướng cho ông.
Ngày 22 tháng 6 1941, chiến tranh Xô-Đức bùng nổ do đó bộ thống soái của Đức phải tập trung toàn bộ binh lực và sự chú ý vào chiến trường phía đông, khiến cho mặt trận Bắc Phi giờ đây thiếu quân chi viện. Trong khi đó, quân Anh tăng viện cho mặt trận này binh đoàn 8 bao gồm tập hợp nhiều quân đoàn từ Úc, New Zealand, Ấn Độ, Nam Phi và lực lượng Pháp tự do đồng thời vạch ra kế hoạch phản công mang tên "Thập tự quân" (Operation Crusader).
Ngày 18 tháng 11 1942, quân Anh bắt đầu cuộc phản công và từ phía nam tiến sát ngoại ô thành phố Tobruk. Rommel mất một thời gian mới nhận ra đây là một cuộc tấn công lớn của quân Anh và ông liền đưa sư đoàn thiết giáp số 15 của Đức vào trận chiến. Ngày 22 tháng 11, ông giành lại một số vùng bị mất và tiêu diệt được 1/3 số tăng thiết giáp của quân Anh. Ngày 24 tháng 12, Rommel tập trung chủ lực quân vượt qua biên giới Ai Cập với ý đồ cắt đứt đường rút lui của binh đoàn 8. Trong khi đó quân Anh tiếp tục tấn công về phía tây và đến ngày 26 tháng 12 thì chiếm lại được một số vùng đã mất.
Rommel nhận thấy hậu phương ngày càng gặp khó khăn, nhiên liệu thiếu thốn, khó chấp hành kế hoạch phản công nên buộc phải cho quân vượt qua Pardiyah rút về Tobruk. Trên đường rút lui, quân Đức lại chiếm khu vực ngoại ô thành phố Tobruk. Nhưng sau đó, quân Anh được chi viện ngày càng mạnh mẽ buộc Rommel phải buông bỏ thành phố Tobruk rút về Al Uqaylah vào ngày 10 tháng 1 1942.

### Cuộc tấn công đầu năm 1942 của Rommel
Đầu năm 1942, hải quân Đức Quốc xã giành lại quyền kiểm soát Địa Trung Hải nên 1 lượng lớn lương thực và quân nhu đã được chuyên chở đến Bắc Phi. Quân đoàn Phi Châu cũng được tăng viện thêm xe tăng và các tiểu đoàn quân chiến đấu. Do đó, Erwin Rommel quyết định mở một cuộc tấn công đại quy mô.
Ngày 21 tháng 1 1942, Quân đoàn châu Phi với 120 xe tăng cộng với 80 xe tăng của quân đội Ý đã tổ chức tấn cộng phá vỡ trận địa tiền tiêu của quân Anh. Ngày 25 tháng 1, quân Anh rút về Banghazi. Quân đoàn Phi Châu tiếp tục nhanh chóng tiến đến phòng tuyến Ghazalah. Ngày 27 tháng 5, bộ đội tăng thiết giáp của Rommel nhanh chóng đột phá các phòng tuyến của đối phương. Ngày 13 tháng 6, Rommel đánh tan các phòng tuyến của quân Pháp tự do. Ngày 17 tháng 6, Admu bị chiếm. Ngày 21 tháng 6, 35.000 quân Anh đầu hàng quân Đức tại Tobruk. 1 loạt các thành phố khác của người Anh đều bị thất thủ. Binh đoàn 8 của Anh phải rút lui đến tận Marsa Matruth. Cuối tháng 6, liên quân Đức-Ý đã tiến sát đến El Alamein và chỉ còn cách đồng bằng sông Nile 100 cây số. Tuy nhiên, đến lúc này thì lực lượng của quân đoàn Phi Châu đã bị tiêu hao quá nặng, quãng đường tiếp tế lương thực, đạn dược trở nên quá xa và quân lính cũng đã quá mệt mỏi nên cuộc tấn công của người Đức đến đây buộc phải dừng lại.

### Trận El Alamein lần thứ hai
Lợi dụng chủ lực quân của Đức Quốc xã đang tập trung đối phó với Liên Xô tại chiến trường Xô-Đức và được Mỹ giúp đỡ toàn lực nên lực lượng quân Anh liên tục được tăng cường tại Bắc Phi và Địa Trung Hải, tích cực chuẩn bị cho một cuộc phản công đẩy lùi quân đội phe Trục ra khỏi vùng Bắc Phi.
Những thất bại liên tiếp trước đó buộc người Anh cũng phải tiến hành một cuộc cải tổ toàn diện trong hàng ngũ quân đội. Ngày 4 tháng 8, đích thân thủ tướng Anh Winston Churchill đã đến Cairo. Ông cử thượng tướng Harold Alexander làm tổng tư lệnh bộ tư lệnh Trung Đông thay thế Auchinleck và trung tướng Bernard Law Montgomery làm tổng tư lệnh binh đoàn 8. Binh lực của binh đoàn 8 cũng được bổ sung đáng kể với 23 vạn người, 1029 xe tăng và 750 phi cơ. Trong khi đó, binh lực của liên quân Đức-Ý chỉ có 116 000 người, 540 xe tăng, 675 máy bay. Montgomery dự tính sẽ mở 1 chiến dịch tấn công vào Al Alamein rồi chiếm luôn cả khu vực Cryenai và Tripolitania. Trước khi trận El Almein bùng nổ, người Đức lại đón nhận 1 tin không vui khác: Erwin Rommel vì tình trạng sức khỏi không tốt nên vào ngày 23 tháng 9 đã buộc phải chuyển giao quyền lực cho Georg Stumme, 1 tướng chuyên gia về tăng thiết giáp để lên đường trở về Đức nghỉ ngơi.

Montgomery trên xe tăng Grant tại Bắc Phi vào tháng 11 1942.

Ngày 23 tháng 10 1942, trận El Alamein lần thứ hai chính thức bùng nổ khi các khẩu pháo của Anh đồng loạt nã đạn vào trận địa của quân Đức tại El Alamein. Đến sáng ngày 25 tháng 10, quân đội của Montgomery chiếm được 1 vùng đất nhỏ ở phía bắc chiến tuyến. Trong khi đó, sáng ngày 24 tháng 10, tướng Stumme, người thay thế Rommel đã chết vì nhồi máu cơ tim khiến cho quân Đức mất đi người chỉ huy trực tiếp. Đến ngày 25 tháng 10, Rommel tuy đang nghỉ dưỡng bệnh buộc phải ngay lập tức quay lại Bắc Phi theo yêu cầu của Adolf Hitler.
Đêm 28 tháng 10, quân Anh mở cuộc tấn công dữ dội vào bờ biển phía Bắc. Qua trận đánh kéo dài 2 ngày, quân Đức bảo vệ thành công Daba, Fuwah nhưng bị thiệt hại rất nặng, nhất là xe tăng. Sáng ngày 2 tháng 11, sư đoàn New Zealand số 2 thuộc binh đoàn 8 đã mở được phòng tuyến phía bắc. Sư đoàn thiết giáp 9 và 11 của Anh ngay lập tức lợi dụng kẽ hở đó tiến vào El Alamein.
Ngày 4 tháng 11, Rommel buộc phải ra lệnh cho quân Đức rút lui trên toàn tuyến, bất chấp mệnh lệnh của Hitler là cố gắng tử thủ đến cùng. Quân Anh thừa thắng truy kích, ngày 5 tháng 11, họ đã chiếm được Fuwah và cảng Matruth. Ngày 13 tháng 11, Tobruk lại thuộc về người Anh, ngày 20 tháng 11 tiến vào Bengasi. Lúc này, vào ngày 8 tháng 11, quân Đồng Minh do Dwight Eisenhower chỉ huy đã đổ bộ lên Bắc Phi do đó Rommel buộc phải ra lệnh bỏ Al Uqaylah. Ngày 23 tháng 1 1943, quân đoàn Phi Châu tiếp tục bỏ thủ đô Tripoli của Libya cho Anh và cuối cùng vào giữa tháng 2, quân Đức lập phòng tuyến cố thủ tại biên giới Libya-Tunisia.
Kết thúc trận El Alemin lần thứ hai, thương vong của quân Anh là 13 560 người trong khi đó của liên quân Đức-Ý lên đến gần 38 000 người. Trận đánh này trở thành bước ngoặt của chiến trường Bắc Phi để từ đây quân Đồng Minh chính thức chuyển sang thế phản công và nắm hoàn toàn quyền chủ động tại Bắc Phi.

### Hành quân Bó Đuốc

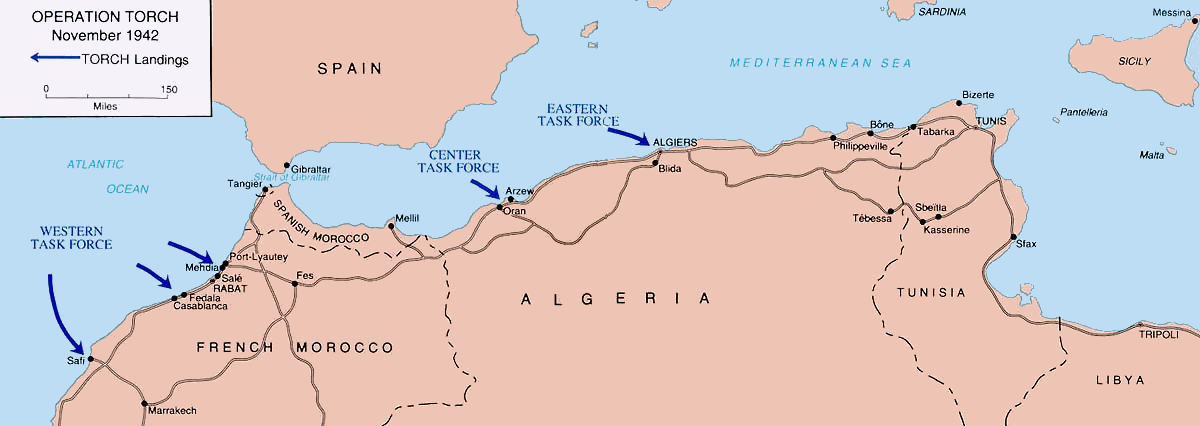
Bản đồ cuộc Hành quân Bó Đuốc

Trước việc Liên Xô đang phải chịu sức ép ngày càng lớn của Đức Quốc xã ở mặt trận Xô-Đức, Đồng Minh buộc phải mở mặt trận thứ hai và địa điểm cuối cùng được chọn là Bắc Phi, địa điểm bắt đầu cho cuộc đổ bộ là Gibraltar cùng mục tiêu đổ bộ là Casablanca, Oran, Algérie. Người được giao nhiệm vụ chỉ huy quân Đồng Minh cho cuộc đổ bộ này là tướng Mỹ Dwight Eisenhower.
Ngày 8 tháng 11 1942, cuộc Hành quân Bó Đuốc mở màn khi 500 tàu vận tải có 350 tàu hộ tống đã đưa 10 vạn liên quân Anh-Mỹ đổ bộ lên Bắc Phi tại 3 nơi. Tại Algérie, mọi chuyện diễn ra tốt đẹp cho quân Đồng Minh khi không có sự đụng độ nào đáng kể nhờ sự thoả thuận trước đó giữa quân Đồng Minh và lực lượng Pháp. Tại Oran, quân đổ bộ gồm sư đoàn I bộ binh Mỹ và sư đoàn I thiết giáp gặp sự kháng cự mạnh mẽ của hải quân Pháp nhưng tới ngày 9 tháng 11 thì mọi chuyện cũng được giải quyết.
Ngày 10 tháng 11, chính phủ Vichy của Pháp do thống chế Philippe Petain đứng đầu đã buộc phải ra lệnh cho quân Pháp tại Bắc Phi không được tiến hành chống trả quân Đồng Minh nữa. Quân Đồng Minh đổ bộ thành công đã nhanh chóng tiến về hướng đông. Cùng lúc với việc quân Anh đại thắng tại El Alamein, liên quân Anh-Mỹ nhanh chóng chiếm Maroc và Algeria, áp sát hải cảng Bizerte và thành phố Tunis. Tuy nhiên nếu quân Đồng Minh tiến nhanh hơn chặn được cuộc rút chạy của quân Rommel thì chiến thắng đã có thể lớn hơn nhiều.
Sau cuộc Hành quân Bó Đuốc, quân Đồng Minh tạo thành thế bao vây hai mặt Đông và Tây đối với quân Đức đang rút lui tại Tunisia, chuẩn bị cho một cuộc tấn công cuối cùng. Hitler và Mussolini trước tình hình đó ra sức khống chế mạnh hơn chính phủ Vichy và 1 mặt tái củng cố Bắc Phi với ý định chống cự đến cùng.

### Chiến dịch Tunisia

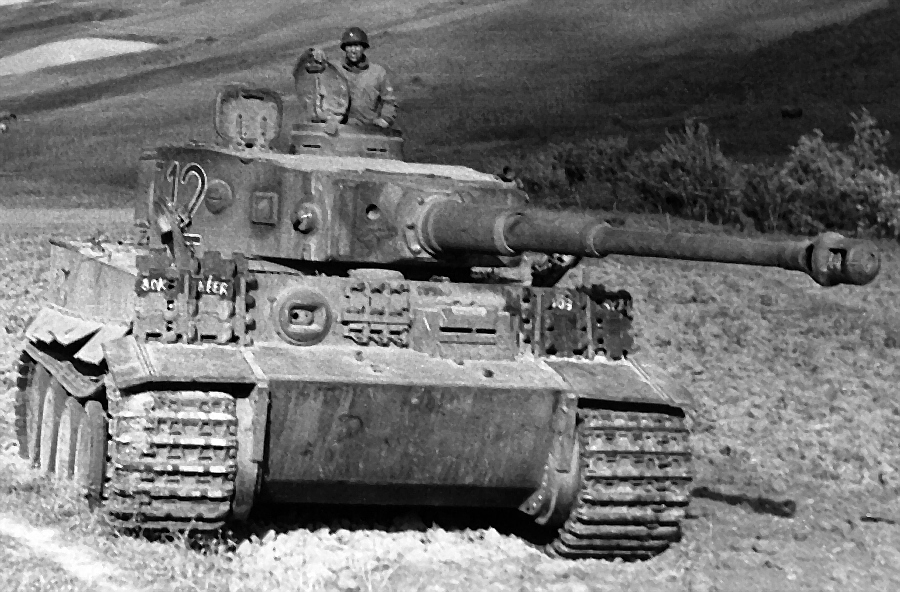
Xe tăng Tiger của Đức bị quân Mỹ chiếm trong chiến dịch Tunisia

Vào giữa tháng 11, quân Đồng Minh đã tiến đến Tunisia nhưng chỉ là những lực lượng nhỏ. Đầu tháng 12, sư đoàn tăng thiết giáp số 1 của Mỹ và sư đoàn bộ binh 78 của Anh chỉ còn cách Tunis 30 km. 1 sư đoàn Đức quốc xã và 5 sư đoàn Ý từ Pháp và Sicilia đã được đưa đến tiếp viện. Thống chế Đức Albert Kesselring – Tổng tư lệnh Chiến trường phía Nam từ tháng 12 năm 1941 – được giao quyền chỉ huy toàn bộ lực lượng Đức-Ý tại châu Phi.
Ngày 14 tháng 2, phe Trục mở đợt phản công từ Faïd và tiến vào Sbeitla 2 ngày sau đó. Từ ngày 19 tháng 2 đến ngày 25 tháng 2, trong trận đèo Kasserine, quân Đức do Erwin Rommel chỉ huy đã đánh thủng phòng tuyến quân Đồng Minh mà chủ yếu là quân đoàn 2 của Mỹ. Sau thất bại này, Eisenhower đã đưa George Patton lên làm chỉ huy quân đoàn 2. Ngày 23 tháng 2, Rommel được cử giữ chức tư lệnh [tập đoàn quân] Phi Châu nhưng niềm tin của ông đối với thắng lợi ở Bắc Phi đã hoàn toàn tan biến. Ngày 9 tháng 3, Rommel trở về Đức và vĩnh viễn xa rời Bắc Phi.
Ngày 20 tháng 3, quân Anh do Montgomery chỉ huy từ biên giới Libya-Tunisia mở cuộc tấn công. Quân đội phe Trục buộc phải rút lui lên phía bắc Tunisia. Ngày 19 tháng 4, liên quân Mỹ-Anh mở cuộc tổng tấn công từ 2 hướng tây và nam. Ngày 7 tháng 5, hải cảng quan trọng Bizerte của phe Trục bị quân đội Mỹ chiếm còn quân Anh thì tiến vào chiếm thành phố Tunis.
Đến thời điểm này, hải quân và không quân Đồng Minh đã hoàn toàn nắm quyền kiểm soát Địa Trung Hải cũng như vùng trời từ Tunisia đến Ý, khiến cho kế hoạch rút lui về Ý của quân đội phe Trục tại Bắc Phi hoàn toàn bị phá sản. Cuối cùng vào ngày 13 tháng 5 1943, toàn bộ liên quân Đức-Ý tại Bắc Phi đã đầu hàng ngoại trừ một số ít ở miền núi còn kháng cự. Tướng Đức Von Arnim cùng thống chế Ý Giovanni Messe cũng đầu hàng và đều bị bắt làm tù binh. Tổng số tù binh sau khi chiến dịch Tunisia kết thúc lên đến 240 000 người trong đó có 125 000 người thuộc quân đoàn Phi Châu. Con số này còn nhiều hơn số tù binh Đức bị Liên Xô bắt trong trận Stalingrad (9 vạn người). Ngày 20 tháng 5, một cuộc duyệt binh đã được tổ chức tại Tunis, đánh dấu sự thất bại của phe Trục tại Phi Châu.

## Kết quả
Kết thúc mặt trận Bắc Phi, quân Đồng Minh giành thắng lợi hoàn toàn khi đã quét sạch quân đội phe Trục phát xít ra khỏi Châu Phi, mở đường cho cuộc đổ bộ vào đảo Sicilia của Ý vào tháng 7 1943. Thắng lợi ở Bắc Phi cũng ngăn chặn tham vọng của phe Trục biến Bắc Phi thành bàn đạp để chiếm vùng Trung Cận Đông.
Tại Bắc Phi, thương vong của phe Trục là khoảng 515.000 (trong đó có 470.000 bị bắt) cộng thêm 8.000 máy bay và 2.500 xe tăng. Còn đối với quân Đồng minh, họ bị tổn thất 256.000 người. Ngoài những thắng lợi trên, quân Đồng Minh còn đạt được thêm 1 thành công đáng kể nữa là sự gắn bó ngày càng thân thiết trong hàng ngũ Đồng Minh, đặc biệt là giữa Anh và Mỹ, thể hiện rõ qua cuộc đổ bộ vào Bắc Phi tháng 11 1942. Đồng thời tinh thần và khả năng chiến đấu của quân Đồng Minh cũng được nâng cao rõ rệt.